# A Lombard Pápa Termál FC 2005–2006-os szezonja
A Lombard Pápa Termál FC 2005–2006-os szezonja szócikk a Lombard Pápa Termál FC első számú férfi labdarúgócsapatának egy szezonjáról szól, mely sorozatban a 2., és összességében is a 2. idénye a csapatnak a magyar első osztályban. A klub fennállásának ekkor volt az 1. évfordulója.

## Mérkőzések
| Színmagyarázat | Színmagyarázat |
| -------------- | -------------- |
|                | Győzelem.      |
|                | Döntetlen.     |
|                | Vereség.       |

### Intertotó-kupa
1. forduló
| 2005. június 19. 18:00 |

| Lombard Pápa                                | 2 – 1   | Georgia Tbiliszi                                                                                        |
| ------------------------------------------- | ------- | --- |
| Szabó 59' 90+4' Kovrig 29' Herczegfalvi 77' | (0 – 0) | Ebanoidze 90+1' Lomaia 57' Dighmelashvili 70' Datunaishvili 72' Datunaishvili 84′, 88′ Imedasvili 90+4' |

| Perutz Stadion, Pápa Nézőszám: 1 500 Játékvezető: Rades (andorrai) |

| 2005. június 26. |

| Georgia Tbiliszi                    | 0 – 1   | Lombard Pápa                                              |
| ----------------------------------- | ------- | --------------------------------------------------------- |
| Kurshashvili 74' Dighmelashvili 86' | (0 – 0) | Herczegfalvi 48' 35′, 84′ Lipták 15' Geri 84' Császár 86' |

| Armazisz Stadion, Tbiliszi Nézőszám: 2 000 Játékvezető: Robert Krajnc (szlovén) |

2. forduló
| 2005. július 3. 18:00 |

| Lombard Pápa                     | 2 – 3   | IFK Göteborg                                                                      |
| -------------------------------- | ------- | --------------------------------------------------------------------------------- |
| Szabó 18' Herczeg 64' Mutică 65' | (1 – 0) | Selaković 66' (11-esből) Berg 80' Wendt 90+1' Wowoah 32' Mourad 48' Johansson 74' |

| Perutz Stadion, Pápa Nézőszám: 3 000 Játékvezető: Tsvetan Georgiev (bolgár) |

| 2005. július 9. 15:30 |

| IFK Göteborg      | 1 – 0   | Lombard Pápa           |
| ----------------- | ------- | ---------------------- |
| Berg 90+3' Wowoah | (0 – 0) | Herczeg 15' Lipták 25' |

| Gamla Ullevi, Göteborg Nézőszám: 4 000 Játékvezető: Sten Kaldma (észt) |

### Borsodi Liga 2005–06

#### Őszi fordulók
| 1. forduló 2005. július 30. 18:00 |

| FC Tatabánya        | 1 – 1   | Lombard Pápa           |
| ------------------- | ------- | ---------------------- |
| Márkus 12' Dupai 2' | (1 – 1) | Ujhegyi 16' Müller 35' |

| Városi Stadion, Tatabánya Nézőszám: 2 500 Játékvezető: Dubraviczky Attila (magyar) |

| 2. forduló 2005. augusztus 6. 19:00 |

| Lombard Pápa                                                  | 1 – 2   | FC Sopron                                            |
| ------------------------------------------------------------- | ------- | ---------------------------------------------------- |
| Kovrig 89' (11-esből) 24' Lipták 16' Szkukalek 43' Lászka 49' | (0 – 2) | Horváth 41' 15' Ibrić 45' 45+1' Fehér 24' Bagoly 35' |

| Perutz Stadion, Pápa Nézőszám: 2 200 Játékvezető: Szabó Zsolt (magyar) |

| 3. forduló 2005. augusztus 21. 11:30 |

| Ferencváros                                                             | 3 – 3   | Lombard Pápa                           |
| ----------------------------------------------------------------------- | ------- | -------------------------------------- |
| Jovánczai 6' Mutică 37' (öngól) Rósa 41' Tímár 64' Balog 68' Takács 77' | (3 – 0) | Róth 47' 67' (11-esből) 73' Lipták 69' |

| Üllői úti stadion, Budapest Nézőszám: 2 500 Játékvezető: Arany Tamás (magyar) |

| 4. forduló 2005. augusztus 27. 19:00 |

| Lombard Pápa                                      | 2 – 2   | Budapest Honvéd                                             |
| ------------------------------------------------- | ------- | ----------------------------------------------------------- |
| Herczeg 28' 75' Lipták 58' Remili 16' Kincses 49' | (1 – 1) | Csobánki 13' 48' Genito 66' Takács 57' Dobos 75' Kovács 84' |

| Perutz Stadion, Pápa Nézőszám: 1 800 Játékvezető: Hanacsek Attila (magyar) |

| 5. forduló 2005. szeptember 17. 19:00 |

| FC Fehérvár                                 | 2 – 1   | Lombard Pápa                    |
| ------------------------------------------- | ------- | ------------------------------- |
| Farkas 22' Vincze 43' Schwarcz 82' Nagy 86' | (2 – 0) | Kuttor 90+3' (öngól) Remili 24' |

| Sóstói Stadion, Székesfehérvár Nézőszám: 4 000 Játékvezető: Kassai Viktor (magyar) |

| 6. forduló 2005. szeptember 24. 19:00 |

| Zalaegerszegi TE                                                               | 5 – 0   | Lombard Pápa                                          |
| ------------------------------------------------------------------------------ | ------- | ----------------------------------------------------- |
| Sebők V. 19' (11-esből) 69' (11-esből) Sabo 47' Montvai 56' Spasojević 84' 85' | (1 – 0) | Lipták 19' Kovrig 19' Remili 76' Honma 88' Facskó 90' |

| ZTE Aréna, Zalaegerszeg Nézőszám: 4 500 Játékvezető: Szarka Zoltán (magyar) |

| 7. forduló 2005. október 1. 18:00 |

| Lombard Pápa                        | 0 – 0   | Kaposvári Rákóczi |
| ----------------------------------- | ------- | ----------------- |
| Mutică 20' Facskó 34′ Szkukalek 74′ | (0 – 0) | Nagypál 64'       |

| Perutz Stadion, Pápa Nézőszám: 1 200 Játékvezető: Dubraviczky Attila (magyar) |

| 8. forduló 2005. október 15. 18:00 |

| MTK Budapest                                                                                | 7 – 0   | Lombard Pápa |
| ------------------------------------------------------------------------------------------- | ------- | ------------ |
| Kanta 4' 59' (11-esből) Mutică 17' (öngól) Balogh 22' Lambulić 56' Bori 73' Czvitkovics 88' | (3 – 0) | Farkas 58'   |

| Hidegkuti Nándor Stadion, Budapest Nézőszám: 1 000 Játékvezető: Hanacsek Attila (magyar) |

| 9. forduló 2005. október 22. 18:00 |

| Lombard Pápa                             | 1 – 4   | Győri ETO                                    |
| ---------------------------------------- | ------- | -------------------------------------------- |
| Stark 48' (öngól) Lipták 67' Kincses 77' | (0 – 1) | Kenesei 45+1' 60' Vincze 79' 84' Horváth 88' |

| Perutz Stadion, Pápa Nézőszám: 1 600 Játékvezető: Erdős József (magyar) |

| 10. forduló 2005. október 29. 18:00 |

| Újpest                                                | 3 – 1   | Lombard Pápa          |
| ----------------------------------------------------- | ------- | --------------------- |
| Feczesin 33' 38' 43' Tóth N. 67' (11-esből) Vaskó 61' | (2 – 1) | Remili 45' Farkas 40' |

| Szusza Ferenc Stadion, Budapest Nézőszám: 3 567 Játékvezető: Vad II. István (magyar) |

| 11. forduló 2005. november 5. 18:00 |

| Lombard Pápa                     | 1 – 3   | Diósgyőr                                           |
| -------------------------------- | ------- | -------------------------------------------------- |
| Kovrig 84' Lászka 29' Müller 89' | (0 – 2) | Horváth 21' Tisza 29' (11-esből) 74' 55' Farkas 2' |

| Perutz Stadion, Pápa Nézőszám: 1 200 Játékvezető: Gergely Sándor (magyar) |

| 12. forduló 2005. november 19. 15:00 |

| Vasas                                                 | 1 – 1   | Lombard Pápa                               |
| ----------------------------------------------------- | ------- | ------------------------------------------ |
| Bárányos 85' Völgyi 29' Zováth 31' Gyánó 34' Tóth 65' | (0 – 1) | Kovrig 8' Kincses 41' Facskó 45' Mumba 49' |

| Illovszky Rudolf Stadion, Budapest Nézőszám: 1 000 Játékvezető: Sápi Csaba (magyar) |

| 13. forduló 2005. november 26. 17:00 |

| Lombard Pápa                                      | 1 – 3   | Rákospalotai EAC                               |
| ------------------------------------------------- | ------- | ---------------------------------------------- |
| Hercegfalvi 44' Müller 69′ Lászka 74' Herczeg 84' | (1 – 1) | Cseri 21' 7' Nyerges 70' Torma 88' Horváth 64' |

| Perutz Stadion, Pápa Nézőszám: 700 Játékvezető: Fábián Mihály (magyar) |

| 14. forduló 2005. december 3. 15:00 |

| Pécsi MFC                                     | 5 – 0   | Lombard Pápa                   |
| --------------------------------------------- | ------- | ------------------------------ |
| Kalina 4' 86' 88' 90' Berdó 29' 29' Sipos 60' | (2 – 0) | Lipták 20' Farkas 60′ Geri 87′ |

| PMFC Stadion, Pécs Nézőszám: 800 Játékvezető: Szarka Zoltán (magyar) |

| 15. forduló 2005. december 10. 15:00 |

| Lombard Pápa                                                   | 3 – 3   | Debreceni VSC                                                                         |
| -------------------------------------------------------------- | ------- | ------------------------------------------------------------------------------------- |
| Hercegfalvi 10' Honma 47' Kovrig 87' (11-esből) 67' Lászka 79' | (1 – 2) | Brnović 16' Sidibe 21' Ferenczi 67' (11-esből) Bernáth 25′, 73′ Madar 87' Halmosi 90' |

| Perutz Stadion, Pápa Nézőszám: 1 000 Játékvezető: Megyebíró János (magyar) |

#### Tavaszi fordulók
| 16. forduló 2006. február 25. 16:00 |

| Lombard Pápa       | 0 – 5   | FC Tatabánya                                                  |
| ------------------ | ------- | ------------------------------------------------------------- |
| Gaál 47′ Varga 85' | (0 – 5) | Hajdú 5' 45' Mumba 21' (öngól) Kouemaha 36' Deme 37' Filó 87' |

| Perutz Stadion, Pápa Nézőszám: 1 600 Játékvezető: Vad II. István (magyar) |

| 17. forduló 2006. március 4. 16:00 |

| FC Sopron            | 2 – 0   | Lombard Pápa |
| -------------------- | ------- | ------------ |
| Demjén 37' Cigan 69' | (1 – 0) | Stevica 29'  |

| Káposztás utcai Stadion, Sopron Nézőszám: 2 600 Játékvezető: Erdős József (magyar) |

| 18. forduló 2006. március 10. 19:00 |

| Lombard Pápa                                        | 1 – 5   | Ferencváros                                                                                |
| --------------------------------------------------- | ------- | ------------------------------------------------------------------------------------------ |
| Simpson 28' 18' Lipták 40' Varga 52′, 76′ Szűcs 53' | (1 – 0) | Laczkó 64' Bajevszki 68' Lipcsei 72' (11-esből) 16' Jovánczai 83' 84' Tímár 15' Bognár 40' |

| Perutz Stadion, Pápa Nézőszám: 4 000 Játékvezető: Makai János (magyar) |

| 19. forduló 2006. március 18. 16:00 |

| Budapest Honvéd | 1 – 0   | Lombard Pápa |
| --------------- | ------- | ------------ |
| Bozori 78'      | (0 – 0) | Mumba 72'    |

| Bozsik József Stadion, Budapest Nézőszám: 1 200 Játékvezető: Gergely Sándor (magyar) |

| 20. forduló 2006. március 25. 17:00 |

| Lombard Pápa                       | 0 – 2   | FC Fehérvár                                                       |
| ---------------------------------- | ------- | ----------------------------------------------------------------- |
| Brandelli 23' Lipták 33' Mumba 65' | (0 – 1) | Sitku 29' (11-esből) 61' Vincze 80' Tudor 81' Koller 84' Nagy 90' |

| Perutz Stadion, Pápa Nézőszám: 1 600 Játékvezető: Kassai Viktor (magyar) |

| 21. forduló 2006. április 1. 17:00 |

| Lombard Pápa                                            | 2 – 1   | Zalaegerszegi TE                     |
| ------------------------------------------------------- | ------- | ------------------------------------ |
| Mumba 71' Kincses 85' Gaál 40' Brandelli 61' Lipták 73' | (0 – 0) | Sebők J. 77' 81' Perič 36′ Bingo 87' |

| Perutz Stadion, Pápa Nézőszám: 1 500 Játékvezető: Sápi Csaba (magyar) |

| 22. forduló 2006. április 8. 17:00 |

| Kaposvári Rákóczi                 | 1 – 0   | Lombard Pápa                                 |
| --------------------------------- | ------- | -------------------------------------------- |
| André Alves 88' Oláh 35' Máté 85' | (0 – 0) | Farkas 17' Simpson 51' Lipták 63′ Müller 86′ |

| Rákóczi Stadion, Kaposvár Nézőszám: 2 000 Játékvezető: Bognár Tamás (magyar) |

| 23. forduló 2006. április 15. 18:00 |

| Lombard Pápa                                 | 1 – 3   | MTK Budapest                                                        |
| -------------------------------------------- | ------- | ------------------------------------------------------------------- |
| Élder 90' Varga 45' Geri 83' Brandelli 90+2′ | (0 – 2) | Czvitkovics 6' Lambulić 22' Hrepka 88' 90+2' Lipcsei 64' Balogh 75' |

| Perutz Stadion, Pápa Nézőszám: 1 800 Játékvezető: Arany Tamás (magyar) |

| 24. forduló 2006. április 22. 18:00 |

| Győri ETO                                                | 4 – 0   | Lombard Pápa                                      |
| -------------------------------------------------------- | ------- | ------------------------------------------------- |
| Priskin 6' 64' Mátyus 19' (11-esből) Bajzát 35' Tóth 78' | (3 – 0) | Lipták 27' Honma 53' Gaál 77' Élder 85' Szabó 89' |

| ETO Park, Győr Nézőszám: 1 000 Játékvezető: Szabó zsolt (magyar) |

| 25. forduló 2006. április 28. 19:00 |

| Lombard Pápa                                             | 2 – 1   | Újpest                                    |
| -------------------------------------------------------- | ------- | ----------------------------------------- |
| Manoel 43' Honma 50' Varga 38' Kincses 41' Simpson 90+2′ | (1 – 0) | Tóth N. 86' Erős 58' Füzi 60' Vituska 80' |

| Perutz Stadion, Pápa Nézőszám: 2 500 Játékvezető: Bede Ferenc (magyar) |

| 26. forduló 2006. május 6. 19:00 |

| Diósgyőr    | 0 – 1   | Lombard Pápa                           |
| ----------- | ------- | -------------------------------------- |
| Vitelki 29' | (0 – 1) | Szabó 8' Élder 15' Gaál 75' Lipták 90' |

| DVTK-stadion, Miskolc Nézőszám: 3 500 Játékvezető: Szabó Zsolt (magyar) |

| 27. forduló 2006. május 13. 19:00 |

| Lombard Pápa        | 1 – 0   | Vasas                  |
| ------------------- | ------- | ---------------------- |
| Szabó 90' Honma 59' | (0 – 0) | Hegedűs 22' Janjić 79' |

| Perutz Stadion, Pápa Nézőszám: 2 500 Játékvezető: Arany Tamás (magyar) |

| 28. forduló 2006. május 20. 18:00 |

| Rákospalotai EAC                                              | 2 – 2   | Lombard Pápa                                            |
| ------------------------------------------------------------- | ------- | ------------------------------------------------------- |
| Földvári 34' Nyerges 64' (11-esből) Polonkai 90′ Szirtesi 90' | (1 – 1) | Kozarek 9' Manoel 73' 90′ Gaál 20' Farkas 27' Varga 64' |

| Budai II László Stadion, Budapest Nézőszám: 1 500 Játékvezető: Megyebíró János (magyar) |

| 29. forduló 2006. május 27. 19:00 |

| Lombard Pápa                                                         | 3 – 1   | Pécsi MFC                                       |
| -------------------------------------------------------------------- | ------- | ----------------------------------------------- |
| Lipták 63' 88' Honma 90' Élder 12' Manoel 34' Farkas 80' Kincses 90' | (0 – 0) | Jevdjović 73' Lantos 55' Sipos 69' Szekeres 76' |

| Perutz Stadion, Pápa Nézőszám: 1 500 Játékvezető: Mészáros István (magyar) |

| 30. forduló 2006. június 3. 16:20 |

| Debreceni VSC                                     | 4 – 1   | Lombard Pápa         |
| ------------------------------------------------- | ------- | -------------------- |
| Sándor 20' Brnović 43' Halmosi 57' Bogdanović 80' | (2 – 1) | Manoel 40' Mumba 90' |

| Oláh Gábor utcai stadion, Debrecen Nézőszám: 11 000 Játékvezető: Andó-Szabó Sándor (magyar) |

#### Végeredmény
|    | Csapat            | Játszott | Gy | D  | V  | L  | K  | GK  | Pont |
| -- | ----------------- | -------- | -- | -- | -- | -- | -- | --- | ---- |
| 1  | Debreceni VSC     | 30       | 20 | 8  | 2  | 69 | 34 | +35 | 68   |
| 2  | Újpest            | 30       | 20 | 5  | 5  | 74 | 37 | +37 | 65   |
| 3  | FC Fehérvár       | 30       | 19 | 7  | 4  | 52 | 24 | +28 | 64   |
| 4  | MTK Budapest      | 30       | 18 | 6  | 6  | 65 | 33 | +32 | 60   |
| 5  | FC Tatabánya      | 30       | 11 | 8  | 11 | 46 | 45 | +1  | 41   |
| 6  | Ferencváros       | 30       | 10 | 11 | 9  | 43 | 38 | +5  | 41   |
| 7  | Kaposvári Rákóczi | 30       | 10 | 7  | 13 | 35 | 41 | -6  | 37   |
| 8  | Diósgyőr          | 30       | 10 | 7  | 13 | 33 | 44 | -11 | 37   |
| 9  | Győri ETO         | 30       | 9  | 9  | 12 | 47 | 50 | -3  | 36   |
| 10 | FC Sopron         | 30       | 9  | 8  | 13 | 39 | 39 | 0   | 35   |
| 11 | Zalaegerszegi TE  | 30       | 9  | 8  | 13 | 42 | 47 | -5  | 35   |
| 12 | Pécsi MFC         | 30       | 8  | 9  | 13 | 37 | 41 | -4  | 33   |
| 13 | Budapest Honvéd   | 30       | 8  | 9  | 13 | 33 | 52 | -19 | 33   |
| 14 | Rákospalotai EAC  | 30       | 7  | 5  | 18 | 30 | 59 | -29 | 26   |
| 15 | Vasas             | 30       | 5  | 10 | 15 | 32 | 47 | -15 | 25   |
| 16 | Lombard Pápa      | 30       | 5  | 7  | 18 | 30 | 76 | -46 | 22   |

1. ↑  Intertotó-kupa induló

#### Helyezések fordulónként
| Forduló  | 1  | 2  | 3  | 4  | 5  | 6  | 7  | 8  | 9  | 10 | 11 | 12 | 13 | 14 | 15 | 16 | 17 | 18 | 19 | 20 | 21 | 22 | 23 | 24 | 25 | 26 | 27 | 28 | 29 | 30 |
| -------- | -- | -- | -- | -- | -- | -- | -- | -- | -- | -- | -- | -- | -- | -- | -- | -- | -- | -- | -- | -- | -- | -- | -- | -- | -- | -- | -- | -- | -- | -- |
| Helyszín | I  | O  | I  | O  | I  | I  | O  | I  | O  | I  | O  | I  | O  | I  | O  | O  | I  | O  | I  | O  | O  | I  | O  | I  | O  | I  | O  | I  | O  | I  |
| Eredmény | D  | V  | D  | D  | V  | V  | D  | V  | V  | V  | V  | D  | V  | V  | D  | V  | V  | V  | V  | V  | GY | V  | V  | V  | GY | GY | GY | D  | GY | V  |
| Helyezés | 10 | 12 | 13 | 14 | 14 | 15 | 15 | 15 | 15 | 16 | 16 | 16 | 16 | 16 | 16 | 16 | 16 | 16 | 16 | 16 | 16 | 16 | 16 | 16 | 16 | 16 | 16 | 16 | 15 | 16 |

Helyszín: O = Otthon; I = Idegenben. Eredmény: GY = Győzelem; D = Döntetlen; V = Vereség.

#### Eredmények összesítése
Az alábbi táblázatban összesítve szerepelnek a Lombard Pápa Termál FC 2005/06-os bajnokságban elért eredményei.
| Ősz/tavasz (forduló)    | Otthon | Otthon | Otthon | Otthon | Otthon | Otthon | Otthon | Idegenben | Idegenben | Idegenben | Idegenben | Idegenben | Idegenben | Idegenben |
| Ősz/tavasz (forduló)    | M      | GY     | D      | V      | LG–KG  | GK     | P      | M         | GY        | D         | V         | LG–KG     | GK        | P         |
| ----------------------- | ------ | ------ | ------ | ------ | ------ | ------ | ------ | --------- | --------- | --------- | --------- | --------- | --------- | --------- |
| Őszi szezon (1–15.)     | 7      | 0      | 3      | 4      | 9–17   | –8     | 3      | 8         | 0         | 3         | 5         | 7–27      | –20       | 3         |
| Tavaszi szezon (16–30.) | 8      | 4      | 0      | 4      | 10–18  | –8     | 12     | 7         | 1         | 1         | 5         | 4–14      | –10       | 4         |
| Összesen (1–30.)        | 15     | 4      | 3      | 8      | 19–35  | –16    | 15     | 15        | 1         | 4         | 10        | 11–41     | –30       | 7         |

## Külső hivatkozások
- A csapat hivatalos honlapja
- A csapat mérkőzései a transfermarkt.de-n (németül)